# Marion Mazauric
Pour les articles homonymes, voir Mazauric.
Marion Mazauric est une éditrice française née le 19 septembre 1960 à Maisons-Laffitte.
Elle est la fondatrice et dirigeante des éditions Au diable vauvert. 

## Biographie
Marion Janie Mazauric naît en 1960 à Maisons-Laffitte, dans les Yvelines. D'une famille originaire du département du Gard, elle est issue d'un milieu intellectuel : ses parents, Annette et Claude Mazauric, enseignants, sont communistes,. Son parrain est l'historien Albert Soboul.

### Études
Dans les années 1970, elle est lycéenne au Lycée Corneille de Rouen ainsi qu'en internat à Nîmes. Elle suit ensuite les classes préparatoires littéraires (hypokhâgne et khâgne), puis passe un Deug de lettres classiques et une maîtrise de lettres modernes.
Elle poursuit ses études ; pour les financer, elle obtient plusieurs « petits jobs », notamment à la BNF. Surnommée par ses camarades « la Tigresse rouge », elle obtient un DESS d'édition,. À cette époque, où elle a pour ami Michel Apel-Muller, elle crée à la faculté une première manifestation littéraires, les Trois jours du livre marxiste.

### Carrière dans l'édition
Marion Mazauric débute dans le monde de l'édition littéraire chez Actes Sud à Arles. Elle y effectue un stage tout en entraînant des chevaux à l'hippodrome de Nîmes. Elle travaille ensuite pour les Éditions Jeanne Laffitte à Marseille. Mazauric entre aux éditions J'ai lu en 1987, elle devient directrice littéraire  et membre du comité de direction en 1996,. En 1998, elle crée la collection Nouvelle génération pour l'éditeur parisien. En 2000, Marion Mazauric quitte Paris pour retrouver sa famille et fonder la maison Au diable vauvert, établie à Vauvert dans le Gard. Elle y tient également une résidence d'écrivains. Son but est de trancher dans le monde du livre français, qu’elle juge trop centré sur Paris.
En 2004, elle crée, avec Simon Casas, le prix Hemingway, attribué à une nouvelle dont l'action se déroule dans l'univers de la tauromachie,.

### Vie personnelle
Marion Mazauric et son mari, Marc Reynaud, picador, se passionnent pour la culture taurine. Cavalière, elle possède plusieurs chevaux de race portugaise et intervient dans les arènes en tant qu'alguazil durant les corridas.
Elle apprécie le rock, la musique sacrée, et les peintres tels que Matisse et Picasso.
Elle vit à Franquevaux, près de Beauvoisin.

### Engagements
Jeune, elle milite à l'Union des étudiants communistes (UEC). Elle défend l'anticapitalisme et l'écologie.
À l'élection présidentielle de 1981, elle vote en faveur de Georges Marchais au premier tour, mais refuse de soutenir François Mitterrand au second. En 2002, elle soutient Robert Hue, puis, lors des législatives de 2012, Katy Guyot — dans la 2e circonscription du Gard — et, lors des élections municipales de 2014 à Nîmes, Éric Firoud.
Elle est candidate à l'élection régionale de 2015 en Languedoc-Roussillon-Midi-Pyrénées en 22e position sur la liste gardoise du Nouveau monde.
En octobre 2019, elle signe avec 40 personnalités du monde du spectacle et de la culture, parmi lesquelles Denis Podalydès, Pierre Arditi, l'ex-ministre de la Culture Françoise Nyssen ou le journaliste Patrick de Carolis, un appel contre l'interdiction de la corrida aux mineurs que la députée Aurore Bergé voulait introduire dans une proposition de loi sur le bien-être animal 
En 2020, elle figure sur la liste de Carole Delga aux régionales en Occitanie.

## Distinctions
- Chevalier de la Légion d'honneur Elle est faite chevalier pour récompenser ses 30 ans de services civils par décret du 14 mai 2014[21].
- Prix Feria de littérature 2016[22]